# Мібу но Тадамі
Мібу но Тадамі (*壬生忠見, д/н — бл. 960) — середньовічний японський поет періоду Хейан. Один з «36 видатних поетів Японії» (Тридцять шість безсмертних поетів).

## Життєпис
Походив зі знатного роду Мібу. Син відомого поета Мібу но Тадаміне. Здобув гарну освіту під орудою батька. Згодом обіймав молодші посади в державних установах.
В 950-х роках отримав старший шостий ранг. 958 року призначено заступником помічника губернатора (камі) провінції Сеццу. Згодом призначено радником камі провінції Ійо.
960 року за переказами на імператорському поетичному конкурсі змагався у складанні віршів з іншим відомим поетом — Тайра но Канеморі. Журі конкурсу не змогла визначити переможця. Тоді експерти звернулися за допомогою до імператора Муракамі, а той оголосив кращий вірш, що перший потрапив до його рук. Від емоційного шоку, викликаною такою несправедливість, Мібу но Тадамі помер просто під час змагання.

## Творчість
Складав вірші у стилі вака. Вірші Мібу но Тадамі включено в декілька імператорських поетичних антологій, у «Хякунін іс-сю» (№ 41), а також у його персональну антологію «Тадамі-сю». Також продовжив справу батька, що помер 920 року, працюючи над складанням збірки «Кокін вака-сю».